# عربی اماراتی
عربی اماراتی یکی از گویش‌های عربی خلیجی است که مردم عرب بومی امارات متحده عربی بدان سخن می‌گویند. این گویش به چندین لهجه تقسیم می‌شود. نخست رایج در مناطق دبی، شارجه، عجمان، ام‌القیوین و غرب رأس‌الخیمه؛ دیگری در شرق کشور در فجیره، دبا، خور فکان، حتی، کلبا و شرق رأس‌الخیمه؛ سومی در ابوظبی شامل العین که در استان بریمی عمان نیز رایج است؛ و چهارمین لهجه که عربی شحی رایج در رأس‌الخیمه و مسندم عمان است.
دوزبان‌گونگی ویژگی زبان در امارات و سایر کشورهای عرب‌زبان است؛ عربی نوین معیار زبان رسمی کشور است و در اسناد و رسانه‌ها کاربرد دارد، درحالی که گفتگوهای روزمره با گونه‌های محلی انجام می‌پذیرد.